# Erik Gustavsson (spelman)
Erik Gustavsson, född 1907, död 1982, var en svensk violinist.  

## Biografi
Erik Gustavsson fick 1943 Zornmärket i silver och blev riksspelman i fiol med kommentaren "För gott spel". Han fick 1972 Zornmärket i guld.
Gustavsson spelade ofta tillsammans med spelmannen Carl Iderström och spelmannen Rune Åsell.

## Diskografi
- 1975 – Spelmanslåtar från Värmland